# Carl Friedrich August Meisner
Carl Friedrich August Meisner (1765 — 1825) foi um ornitólogo suiço de origem alemã.

## Biografia
Originário da Hanover, parte para Berna para ali ensinar História natural. Em 1804 publica a obra Systematisches Verzeichniss der Vögel der Schweiz, de 70 páginas, sobre os pássaros da região. Em 1815, com Heinrich Rudolph Schinz (1777-1861), publica Die Vögel der Schweiz.